# Sixtus Bolom-Kotari
Sixtus Bolom-Kotari (* 6. dubna 1982, Dačice) je český historik, archivář a bývalý ředitel Muzea Náchodska v Náchodě.

## Životopis
Na Filozofické fakultě Masarykovy univerzity v Brně vystudoval nejprve magisterský obor historie-archivnictví (2001–2007), v roce 2010 zde složil rigorózní zkoušku a mezi lety 2007–2013 absolvoval doktorské studium v oboru historie – české dějiny. Působí v oddělení dějin 19. století Historického ústavu Akademie věd ČR. V roce 2018 byl jmenován ředitelem Regionálního muzea v Náchodě, nyní Muzea Náchodska. 25. října 2021 však byl Radou Královéhradeckého kraje z této funkce odvolán.
Odborně se zaměřuje na náboženské dějiny a umění tolerančních evangelíků v 18. a 19. století včetně migrace tolerančních duchovních z Uher a jejich role na utváření tehdejší české společnosti.
Jeho manželkou je historička Martina Bolom-Kotari, která pracuje jako odborná asistentka na katedře pomocných věd historických Filozofické fakulty Univerzity Hradec Králové.